# Thelymitra nervosa
Thelymitra nervosa är en orkidéart som beskrevs av John William Colenso. Thelymitra nervosa ingår i släktet Thelymitra och familjen orkidéer. Inga underarter finns listade i Catalogue of Life.